# Sphingonotus guanchus
Sphingonotus guanchus är en insektsart som först beskrevs av Johnsen 1985.  Sphingonotus guanchus ingår i släktet Sphingonotus och familjen gräshoppor. IUCN kategoriserar arten globalt som starkt hotad. Inga underarter finns listade i Catalogue of Life.